# ファンデルワールス力
ファンデルワールス力（ファンデルワールスりょく、英: van der Waals force）は、原子、イオン、分子の間に働く力（分子間力）の一種である。ファンデルワールス力によって分子間に形成される結合を、ファンデルワールス結合（ファンデルワールスけつごう）と言う。

## 起源
ファンデルワールス力の起源は、以下のとおりである。
- 配向力（双極子と双極子の相互作用）
- 誘起力（双極子とそれによる誘起双極子との相互作用）
- 分散力（誘起双極子と誘起双極子との相互作用）

結合による引力及び電荷を持つイオン間または、電荷を持つイオンと持たない中性の分子との静電気力は含まれない。

## 物理化学的特性
この力は、ヨハネス・ファン・デル・ワールスが実在気体の状態方程式を定式化した際に導入された凝縮力であり、それ故、彼の名を冠してファンデルワールス力と呼ばれる。

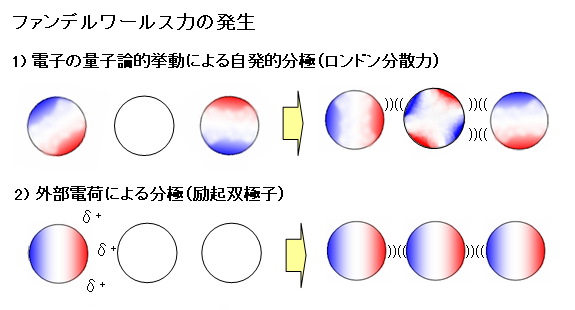
説明図 ファンデルワールス力の発生

ファン・デル・ワールス自身はファンデルワールス力が発生する機構は示さなかったが、今日では励起双極子やロンドン分散力などが元になって引力が働くと考えられている。すなわち、巨視的には電気的に中性で、かつ双極子モーメントがほとんどない無極性な分子であっても、分子内の電子分布は、量子ゆらぎによって極性をもつことができる。これによって生じる電気双極子（双極子モーメント）が、同様にして出来た周りの分子の電気双極子同士と相互作用することによって凝集力を生じる。この様に動的に形成される双極子同士の引力を分散力と言う。これは、分散に関与する力という意味ではなく、分極率の振動数依存特性を分散特性と呼ぶことにちなむ名称である。
ロンドンは、上記の機構で分散力が働くことを示したので、電子の量子論的な挙動により自発的分極を起こすことに基づく分散力を、ロンドン分散力と呼ぶ。また、発生した他の分子の双極子は無極性分子の電子分布を偏向させ励起双極子を発生させる。
あるいは極性を持った（永久双極子を持つ）分子同士の双極子相互作用による引力も、ファンデルワールス力の範疇に入れる場合もある。
そして、ファンデルワールス結晶の中で分子間を結びつける力も、その主たるものはファンデルワールス力による。

## ファンデルワールス結合
電荷を持たない中性の原子あるいは分子が、主としてファンデルワールス力で凝集している場合を、化学結合の区分の一つとしてファンデルワールス結合と呼ぶ。永久双極子（双極子モーメント）を持つハロゲン化アルキルなど電荷的には中性であるが定常的に分極している物質の凝集も、必ずしも典型的なファンデルワールス力ではないが、ファンデルワールス結合の範疇に含める。それ故、ファンデルワールス結合の元になる分子間力という意味で、広義のファンデルワールス力が定義されることが多い。
理論的な（つまり狭義の）ファンデルワールス力は分子間に働く分散力で定義され、等方向性で原子間距離の7乗に反比例する力である。レナード・ジョーンズ型ポテンシャルの長距離方向のポテンシャルが6乗で増加するのは、このファンデルワールス力を表すためである。しかし、現実の分子は理論の想定する球体ではなくそれぞれ固有の構造をとるので、現実のファンデルワールス力も異方性を示す。すなわち分子の近傍においては分子の形状に応じて、つまりどの部分かあるいは方向によって、ファンデルワールス力の強弱が現れる。異方性が存在すると、結晶格子に配置する際に安定な状態が複数取りうるので、ファンデルワールス力の異方性は結晶多形の要因の一つとなる。

### ファンデルワールス錯体
ファンデルワールス結合により形成された集合体は、ファンデルワールス錯体（ファンデルワールスさくたい、van der Waals complex）あるいはファンデルワールスクラスターと呼ばれる。ファンデルワールス錯体は、多数の分子で構成されるファンデルワールス結晶より、簡単なモデルで説明できる。このことから、ファンデルワールス結晶を理解するためのプロトタイプとして、多くの研究の対象となっている。

### 疎水結合
高分子化合物や分子クラスターにおいては、個々の原子のファンデルワールス結合は小さくても、分子量が膨大な為に結合エネルギーのうちファンデルワールス結合の占める部分が大きく、かつ支配的になる。その結果、水素結合やイオン結合など、他の結合の化学ポテンシャルと同じ影響力を持ち、疎水結合のように振舞うようになる。すなわち、疎水結合にはファンデルワールス力が間接的に作用している。

### ファンデルワールス吸着

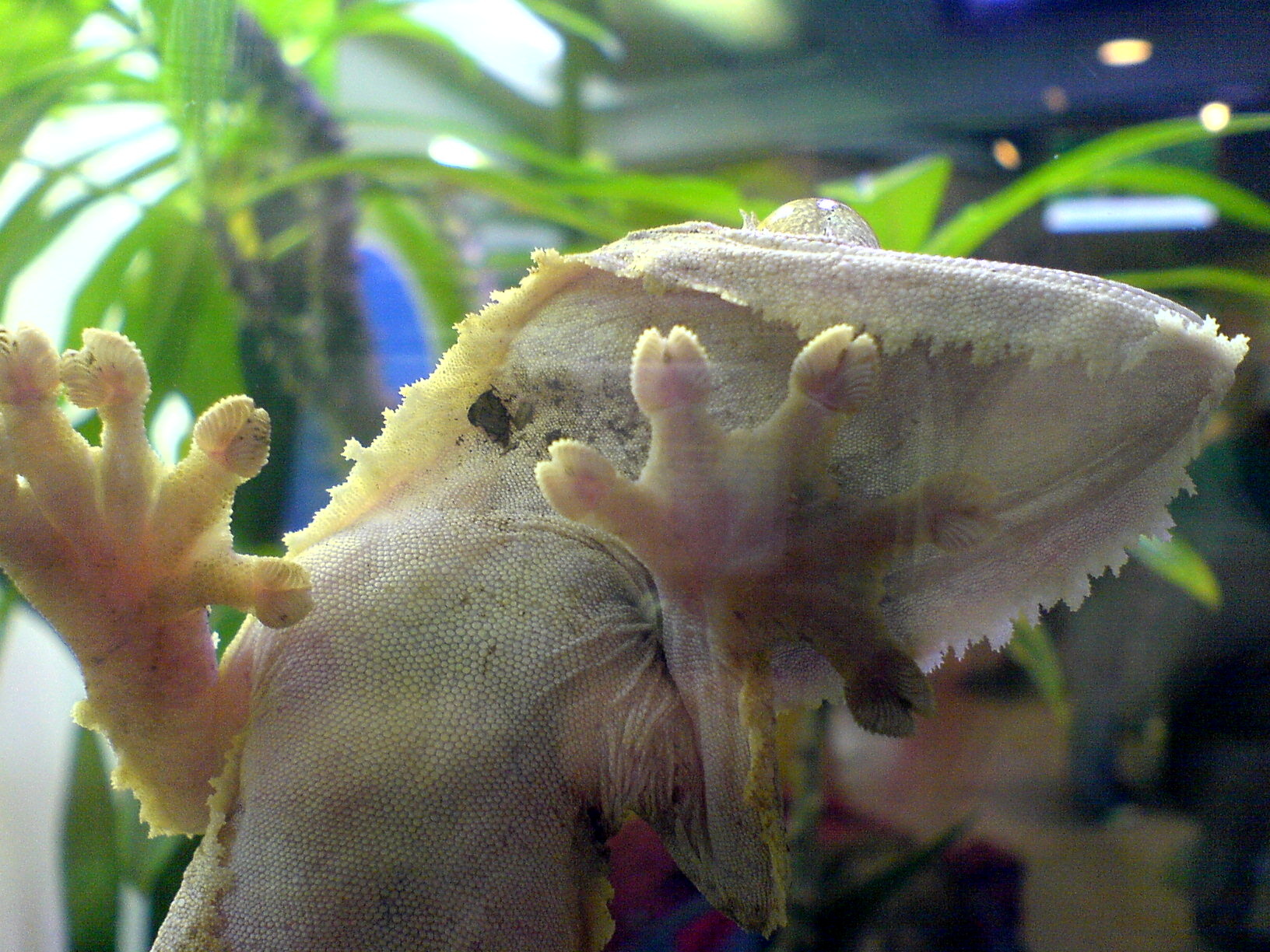
ファンデルワールス吸着によって壁に張り付くヤモリ

また、物体表面に分子が吸着する様式の一つとして物理吸着が存在するが、物理吸着は主としてファンデルワールス力で吸着しているのでファンデルワールス吸着（ファンデルワールスきゅうちゃく、van der Waals adsorption）とも呼ばれる。それ故、物理吸着はファンデルワールス結合の1形式と見なすことができる。ファンデルワールス吸着は固体表面とのファンデルワールス力と吸着分子間のファンデルワールス力のバランスにより吸着挙動が多様に変化するが、分子の熱運動と同程度のエネルギーしか持たないため温度が高くなると吸着量が著しく減少する。
ヤモリが四肢で壁や天井を歩けるのは、その四肢にある独特の構造が物理吸着力（つまりこのファンデルワールス力）を強くしているのではないかという説が検討され、2000年にカリフォルニア大のFullらにより、それぞれの足の裏にある約50万本もの剛毛が壁面の分子との間にファンデルワールス力を発生させることで接着していることが証明された。

## 関連記事
- 分子間力
- 化学結合 - 共有結合, イオン結合, 水素結合
- 疎水結合
- 物性物理